# Massimiliano Iervolino
Massimiliano Iervolino (Salerno, 4 gennaio 1975) è un politico italiano, segretario dei Radicali Italiani dal 2019 al 2024.

## Biografia
Nel 2004 ottiene la laurea in chimica industriale, con indirizzo chimica fisica delle alte temperature, presso l’Università degli Studi di Roma "La Sapienza".

### Attività politica
Dal 2007 è nella direzione nazionale di Radicali Italiani. Nel 2010 coordina il programma elettorale di Emma Bonino, in occasione della sua candidatura alla presidenza della Regione Lazio. Nel 2018 è stato vice-coordinatore di +Europa.
Il 3 novembre 2019 è eletto segretario di Radicali Italiani, in occasione del XVIII Congresso di Radicali Italiani (Torino, 1-3 novembre 2019) e confermato nei successivi congressi per il 2021 e il 2022.
Durante il XXI congresso, vince battendo il giovane Matteo Hallissey con soli 18 voti di scarto.

### Altro
Dal 2010 al 2013 collabora con il gruppo della lista Bonino Pannella-Federalisti Europei presso il Consiglio della Regione Lazio, occupandosi principalmente di rifiuti e sanità.
Tra il 2018 e il 2019 è a capo della segreteria del consigliere della Regione Lazio Alessandro Capriccioli, Presidente della Commissione Affari Europei e Internazionali, Cooperazione tra i popoli.
Durante la XVII e parte della XVIII Legislatura, come consulente della Commissione parlamentare di inchiesta sulle attività illecite connesse al ciclo dei rifiuti e su illeciti ambientali ad essere correlati (cosiddetta Commissione "ecomafie"), contribuisce alla redazione della Relazione territoriale sulla Regione siciliana, alla Relazione sul ciclo dei rifiuti di Roma Capitale e fenomeni illeciti nel territorio del Lazio, alla Relazione territoriale sulla regione Campania.

## Opere
- Default Lazio - La bancarotta economica e morale di una Regione, un modello di fallimento per l’intera Italia di Massimiliano Iervolino (Infinito Edizioni, 2014)
- Il rifiuto del Sud. Storie di criminalità politiche e controllo del consenso di Massimiliano Iervolino (Di Girolamo, 2013).
- Roma, la guerra dei rifiuti di Massimiliano Iervolino (Infinito Edizioni, 2012).
- Con le mani nella monnezza. I disastri della partitocrazia. Il caso Malagrotta: l’ottavo colle di Roma di Massimiliano Iervolino e Paola Alagia (Reality Book, 2011).